# Marie Riva
Marie Riva est une actrice française.

## Filmographie

### Court-métrage
- 2003 : À quoi ça sert de voter écolo ? d'Aure Atika[1]

### Télévision
- 1993 : Julie Lescaut, Police des viols : Sandrine (série)
- 1997 : Julie Lescaut, épisode 2 saison 6, Travail fantôme d'Alain Wermus : Sandrine
- 1997 : La Petite Maman : Sandrine
- 1999 : Avocats et Associés, Duel au palais : Sandra Lepic (série)
- 1999 : L'Instit, Personne ne m'aime : Sandrine (série)
- 1999 : L'Occasionnelle : Fanny
- 2006 : Anna Meyer, assistante de choc, pilote : Lydie (série)
- 2007 : Commissaire Valence, Permis de tuer : Clara (série)
- 2007 : La Pluie des prunes : Hélène[1]
- 2009 : Paris 16e (35 épisodes) : Valérie Kervadec (série)
- 2011 - 2013 : Plus belle la vie : Sylvia Lacaze

### Cinéma
- 1992 : Riens du tout de Cédric Klapisch : Zaza
- 1995 : Autoreverse
- 1995 : Les Apprentis de Pierre Salvadori
- 1996 : Chacun cherche son chat de Cédric Klapisch : attachée de presse
- 1996 : Velvet 99 : infirmière
- 1997 : Un frère : fille bariolée
- 2003 : Derrière les volets : mère d'Alice
- 2003 : Le Furet de Jean-Pierre Mocky : amie de Don Salvadore
- 2004 : Le Coma des mortels : Sylvia[1]